# Charles Morgan Finny
Charles Morgan Finny, britanski general, * 1886, † 1955.